# Динабург (футбольный клуб)
«Динабург» — латвийский футбольный клуб из города Даугавпилс. Основан в 1994 году.
В 1995 году носил название «Вилан-Д» по наименованию спонсора команды — фирмы «Вилан».

## Объединение
В начале 2009 года было принято решение об объединении двух даугавпилсских команд — «Динабурга» и «Даугавы». Название объединённой команды — «Динабург», президент Олег Гаврилов также в предыдущие годы работал в «Динабурге», а основу команды составили футболисты «Даугавы» во главе с главным тренером Игорем Гамулой. После 2-го тура чемпионата Гамула был отправлен в отставку, и его место занял Тамаз Пертия, тренировавший «Динабург» в 2007—2008 годах.

## Дисквалификация
5 октября 2009 года решением правления ЛФФ клуб был исключён из чемпионата Латвии, а президент Олег Гаврилов и главный тренер Тамаз Пертия пожизненно дисквалифицированы из латвийского футбола.
В официальном заявлении говорится, что «представители команды, несмотря на многократные предупреждения и дисквалификацию из Балтийской лиги в 2007 году, в течение длительного периода времени участвовали в тотализаторе, манипулировали результатами игр, что подтверждают неоспоримые доказательства, полученные из компетентных организаций, в том числе УЕФА». Гаврилов обвинения отверг.
2 июня 2010 года Дисциплинарная комиссия ЛФФ отменила пожизненную дисквалификацию Пертии, применив условную дисквалификацию с испытательным сроком до 1 июля 2011 года.
В 2010 году место «Динабурга» в латвийской лиге заняла воссозданная «Даугава», её игровой состав изменился незначительно.

## Результаты выступлений
| Лига        | Сезон | Место | И   | В   | Н  | П   | Голы    | О   |  | Кубок      |
| ----------- | ----- | ----- | --- | --- | -- | --- | ------- | --- |  | ---------- |
| Высшая лига | 1995  | 2     | 28  | 16  | 3  | 9   | 45‒30   | 51  |  | 1/8 финала |
| Высшая лига | 1996  | 3     | 28  | 13  | 8  | 7   | 53‒31   | 47  |  | 1/2 финала |
| Высшая лига | 1997  | 3     | 24  | 12  | 6  | 6   | 37‒19   | 42  |  | Финалист   |
| Высшая лига | 1998  | 4     | 28  | 11  | 10 | 7   | 49‒31   | 43  |  | 1/4 финала |
| Высшая лига | 1999  | 4     | 28  | 13  | 5  | 10  | 37‒32   | 44  |  | 1/4 финала |
| Высшая лига | 2000  | 4     | 28  | 10  | 5  | 13  | 32‒32   | 35  |  | 1/2 финала |
| Высшая лига | 2001  | 4     | 28  | 15  | 5  | 8   | 60‒29   | 50  |  | Финалист   |
| Высшая лига | 2002  | 4     | 28  | 12  | 4  | 12  | 37‒35   | 40  |  | 1/8 финала |
| Высшая лига | 2003  | 4     | 28  | 13  | 5  | 10  | 43‒36   | 44  |  | 1/4 финала |
| Высшая лига | 2004  | 4     | 28  | 10  | 6  | 12  | 35‒36   | 36  |  | 1/4 финала |
| Высшая лига | 2005  | 4     | 28  | 9   | 8  | 11  | 37‒43   | 35  |  | 1/4 финала |
| Высшая лига | 2006  | 4     | 28  | 12  | 5  | 11  | 33‒38   | 41  |  | 1/4 финала |
| Высшая лига | 2007  | 5     | 28  | 9   | 6  | 13  | 33‒38   | 33  |  | 1/4 финала |
| Высшая лига | 2008  | 4     | 28  | 10  | 8  | 10  | 32‒31   | 38  |  | 1/8 финала |
| Высшая лига | 2009  | 9     | 32  | 15  | 4  | 13  | 31‒39   | 49  |  | —          |
| Всего       | Всего | Всего | 420 | 180 | 88 | 152 | 594—500 | 628 |  |            |

## Достижения

#### Чемпионат Латвии
- Бронзовый призёр — 2 раза (1996, 1997).
- 4-е место — 9 раз подряд (1998—2006).

#### Кубок Латвии
- Финалист — 2 раза (1997, 2001).

#### Еврокубки
- 1/16 финала Кубка обладателей кубков УЕФА (1997/98).
- 2-й раунд Кубок Интертото — 5 раз (2000, 2002, 2004, 2005, 2006).

## Тренеры
- Владимир Сербин (1995)
- Владимир Пачко (1995—1996)
- Дмитрий Кузьмичёв (1996—1997)
- Виктор Нестеренко (1998)
- Роман Григорчук (1998) — и. о.
- Владимир Бодров (1999)
- Роман Григорчук (1999—2005)
- Дмитрий Кузьмичёв (2005)
- Виктор Демидов (2005)
- Сергей Агашков (2006)
- Юргис Пучинскас (2006) — и.о.
- Сергей Попков (2006—2007)
- Тамаз Пертия (2007) — и.о.
- Тамаз Пертия (2008)
- Игорь Гамула (2009)
- Тамаз Пертия (2009)